# Jean-Pierre Dolait
Jean-Pierre Dolait, né le 6 février 1946 à Mazingarbe dans le Pas-de-Calais, est un cadre dirigeant.

## Biographie

### Formation
Né le 6 février 1946 à Mazingarbe dans le Pas-de-Calais, Jean-Pierre Dolait fréquente le Lycée Louis-Pasteur à Hénin-Beaumont puis l'École nationale supérieure d'arts et métiers de Lille.
Il est titulaire d'un MBA UCLA et d'une maîtrise universitaire ès sciences du California Institute of Technology.

### Carrière
Jean-Pierre Dolait est employé par Texas Instruments en 1976, dans les divisions grand public et semi-conducteurs jusqu'en 1989. L'entreprise l'accuse d'être un agent de la DGSE.
Il est ensuite directeur des opérations et du marketing Europe de Dazix Europe de 1989 à 1992 puis il rejoint le groupe Thomson en tant que directeur commercial de LCC.
En 1993 il est nommé vice-président exécutif marketing et ventes pour l'Europe de Thomson, en remplacement de Marc Lefebvre qui quitte le groupe.
Jusqu'au 20 janvier 1995, il fait partie des cadres dirigeants de Thomson.
Après avoir travaillé pour Valeo, il est nommé en 2001 vice-président des ventes et du marketing de Tenneco Automotive,.

## Publication
- (en) The Use of the Nash Bargaining Model in Trajectory Selection, (avec James Bonnardeaux et James S. Dyer)[7].